# المدافنة (السياني)

تعديل مصدري - تعديل

المدافنة محلة تابعة لقرية ذي المحاسن، التابعة لعزلة النقيلين بمديرية السياني إحدى مديريات محافظة إب في الجمهورية اليمنية.، بلغ تعداد سكانها 160 حسب تعداد اليمن لعام 2004.